# 草生津町
草生津町（くそうづまち）は、かつて新潟県古志郡にあった町。

## 沿革
- 1889年（明治22年）4月1日 - 町村制施行に伴い古志郡草生津村、中島町、久七村、赤川村、麻野村、古川村、寺島村（一部）が合併し、草生津町が発足。
- 1901年（明治34年）11月1日 - 古志郡長岡町、長岡本町、千手町、新町、王内村と合併し、長岡町を新設して消滅。